# Bürgerministerium
Bürgerministerium und Doktorenministerium waren die in der politischen Diskussion und später auch in der Geschichtsschreibung verwendeten inoffiziellen, zusammenfassenden Bezeichnungen für die vier (bis 1918 Ministerium genannten) Regierungen der österreichischen Reichshälfte Österreich-Ungarns von 30. Dezember 1867 bis 4. April 1870 (Rücktritt) bzw. 12. April 1870 (Enthebung), beginnend mit dem ersten Ministerium nach dem österreichisch-ungarischen Ausgleich (durch den die Innenpolitik der beiden Reichshälften getrennt wurde) und dem Inkrafttreten der Dezemberverfassung, dem Ministerium K. Auersperg, gefolgt von den weitgehend personenidenten Ministerien Taaffe I, Plener und Hasner. Die Kabinettsmitglieder kamen zum Großteil aus der Deutschliberalen Partei. Das Bürgerministerium betrieb eine dezidiert liberale Politik, scheiterte aber 1870 an den starken Gegensätzen der Nationalitäten: Als der Kaiser den Vorschlag des Ministeriums Hasner, unkooperative Landtage aufzulösen, ablehnte, trat das Kabinett zurück, womit die Geschichtsschreibung das Bürgerministerium für beendet ansah.

## Bezeichnungen
Die Bezeichnung Bürgerministerium bezieht sich darauf, dass vier der neun Regierungsmitglieder des Ministeriums K. Auersperg Bürgerliche (ohne Adelstitel) waren und ein weiteres Mitglied (Plener) erst elf Jahre vorher geadelt worden war. Die Mehrheit der Minister war somit bürgerlicher Herkunft, in der Donaumonarchie eine Neuheit.
Doktorenministerium bezieht sich darauf, dass fünf der neun Regierungsmitglieder ihr Studium mit dem Doktorat abgeschlossen hatten und drei weitere (Auersperg, Taaffe, Plener) das Jusstudium absolviert hatten. Somit war der Akademikeranteil unter den Ministern enorm hoch, auch dies bis dahin nicht Usus im kaiserlichen Österreich.

## Mitglieder

Fürst Karl Wilhelm Philipp von Auersperg

Am 30. Dezember 1867 ernannte Kaiser Franz Joseph I. den bisherigen Präsidenten des Herrenhauses des Reichsrates, Karl Fürst von Auersperg, zum „Präsidenten Meines Ministerrates der im Reichsrat vertretenen Königreiche und Länder“. Nach Konflikten im Kabinett um die Frage, wie viele Zugeständnisse den einzelnen Nationalitäten (Volksgruppen) im Vielvölkerstaat Österreich durch Elemente des Föderalismus gemacht werden sollten, trat er schon am 24. September 1868 unter Protest zurück. Ihm folgte bis 15. Jänner 1870 Eduard Taaffe nach, gefolgt von Ignaz von Plener (bis 1. Februar 1870) und Leopold Hasner Ritter von Artha bis 12. April 1870.
Die Minister im vom Kaiser am 30. Dezember 1867 ernannten „Bürger- oder Doktorenministerium“ waren
- Stellvertreter des Ministerpräsidenten, zugleich mit den Agenden für Landesverteidigung und öffentliche Sicherheit betraut: Graf Eduard Taaffe (vorher Innenminister; 24. September 1868 Ministerpräsident und Landesverteidigungsminister, 15. Jänner 1870 enthoben[*])
- Minister des Inneren: Carl Giskra (promovierter Jurist; vorher Präsident des Abgeordnetenhauses des Reichsrates)
- Finanzminister: Rudolf Brestel (promovierter Physiker und Mathematiker)
- Justizminister: Eduard Herbst (promovierter Jurist)
- Ackerbauminister: Graf Alfred Potocki (15. Jänner 1870 enthoben[*], ab 12. April 1870 Ministerpräsident eines Beamtenkabinetts); ab 1. Februar: Anton Banhans (promovierter Jurist)
- Handelsminister: Ignaz Edler von Plener (15. Jänner bis 1. Februar 1870 auch Ministerpräsident und Landesverteidigungsminister)
- Minister für Kultus und Unterricht: Leopold Hasner von Artha (promovierter Jurist; ab 1. Februar 1870 Ministerpräsident); Nachfolger: Karl von Stremayr (promovierter Jurist; 1879 Ministerpräsident)
- Minister [ohne Portefeuille]: Johann Nepomuk Berger (promovierter Jurist; 15. Jänner 1870 enthoben[*])
- Landesverteidigungsminister: bis 15. Jänner 1870 Graf Taaffe (siehe oben); bis 1. Februar 1870 Ignaz von Plener (siehe oben); dann Feldmarschallleutnant Johann von Wagner

[*] Taaffe, Potocki und Berger konnten sich der Mehrheitsmeinung des Kabinetts zur Vorgangsweise betreffend Föderalismus (siehe unten) nicht anschließen und suchten daher beim Kaiser um Enthebung von ihren Ämtern an, die auch gewährt wurde. Das Ausscheiden von Ministerpräsident Taaffe zog, da das Kabinett nicht vom Vertrauen des Parlaments abhängig war, nicht den Rücktritt der gesamten Regierung nach sich.
Der Außenminister, der Kriegsminister und der gemeinsame Finanzminister waren nicht Mitglieder dieses Kabinetts (siehe k.u.k. gemeinsame Ministerien).
In späteren Kabinetten wurde die öffentliche Sicherheit dem Innenministerium zugeteilt (da die Militärpolizei 1869 von der zivilen k.k. Sicherheitswache abgelöst wurde) und 1896 die Eisenbahnsektion des Handelsministeriums zum Eisenbahnministerium erhoben wurde.

## Voraussetzungen
Mit dem Ausgleich von 1867 wurde das bis dahin einheitliche Kaisertum Österreich in zwei Staaten geteilt, die unter dem Kaiser und König als Staatsoberhaupt einer Realunion ihre Innenpolitik unabhängig voneinander gestalten konnten. In Cisleithanien, den „im Reichsrat vertretenen Königreichen und Ländern“, war das so genannte Bürgerministerium die erste Regierung nach dieser Umwälzung.
Während Außenpolitik, Heer und Kriegsmarine sowie die Finanzierung dieser Bereiche von gemeinsamen k.u.k. Ministern (siehe K.u.k. gemeinsame Ministerien) mit Zuständigkeit für ganz Österreich-Ungarn verwaltet wurden, lagen alle anderen Themen für Österreich im Verantwortungsbereich der neuen cisleithanischen Regierung (wobei es zu Währung, Zoll- und Handelspolitik, Unternehmens- und Patentregistrierung und anderen Materien zu freiwilligen Vereinbarungen beider Reichshälften kam).
Cisleithanien war genauso wie Transleithanien weiterhin ein Vielvölkerstaat. In Österreich bildete die deutsche Nationalität die größte Gruppe, die slawischen Nationalitäten (vor allem in Galizien, Böhmen und Mähren) stellten zusammen die Mehrheit der Staatsbürger. Diese kam allerdings noch nicht voll zum Tragen, da das allgemeine Wahlrecht für Männer erst vierzig Jahre später, 1907, eingeführt wurde.

## Politik
Föderalismus
Zentraler Konfliktpunkt war das Verhältnis der Deutschen zu den anderen Nationalitäten. Während die Zentralisten eine starke (deutsch dominierte) Zentralregierung anstrebten, war der Wunsch der nicht-deutschen Kronländer eine deutlich föderal geprägte Ordnung. Als der Landtag von Böhmen am 22. August 1868 eröffnet wurde, erschienen die 81 tschechischen Abgeordneten nicht, sondern forderten für die Länder der böhmischen Krone eine Regelung ähnlich der soeben für die Länder der ungarischen Krone in Kraft getretenen, somit Autonomie von der Wiener Regierung. Am 10. Oktober 1868 verhängte diese Regierung den Belagerungszustand über Böhmen. In Mähren verhielten sich die tschechischen Landtagsabgeordneten ebenso.
In Galizien forderten die Polen völlige Autonomie (die sie einige Jahre später auch großteils erhielten, worauf sie dann die Wiener Regierung im Reichsrat unterstützten); die Slowenen verlangten, alle slowenisch besiedelten Gebiete (Untersteiermark, Südkärnten, Krain und Küstenland) in einem Königreich Slowenien zusammenzufassen. In Dalmatien entstand 1869 Aufruhr gegen das Landwehrgesetz. Der Tiroler Landtag, von Ultramontanen dominiert, lehnte die neue Verfassung wegen ihres Liberalismus in Kirchenfragen ab.
Im Bürgerministerium wurde kein Konsens dazu gefunden, wie sich die Wiener Regierung verhalten sollte. Taaffe, Potocki und Berger traten (wie Friedrich Ferdinand von Beust, k.u.k. Außenminister und in Österreich-Ungarn einziger Träger des Titels Reichskanzler) für einen Ausgleich mit den Nationalitäten ein. Sie forderten daher, den Reichsrat unter diesem Aspekt neu wählen zu lassen und dann die Verfassung zu adaptieren. Die Mehrheit der Minister (Hasner, Brestel, Giskra, Plener und Herbst) hielt den zuletzt gewählten Reichsrat für berufen, Verfassungsänderungen durchzuführen. Zu größeren Änderungen ist es bis zum Ende der Monarchie, 1918, nicht gekommen.
Kirchenpolitik
Im Kaisertum Österreich war die Vorrangstellung der römisch-katholischen Kirche verfassungsrechtlich verankert. Die Stellung dieser Kirche spiegelte sich im Konkordat von 1855 wider. Das Bürgerministerium strebte an, die Vorrangstellung zu beseitigen und die Neutralität des Staates in Glaubensfragen sicherzustellen. Das Konkordat selbst wurde zwar nicht sofort aufgekündigt (dies geschah erst im Sommer 1870), die Vorrechte der römisch-katholischen Kirche wurden aber in drei vom Reichsrat beschlossenen und vom Kaiser am 25. Mai 1868 kundgemachten Einzelgesetzen (siehe Maigesetze (Österreich-Ungarn)) reduziert:
- Die Gerichtsbarkeit in Ehesachen wurde den weltlichen Gerichten überwiesen.[3]
- Die oberste Leitung und Aufsicht über das Unterrichts- und Erziehungswesen übernahm nun der Staat.[4]
- Die Konfessionen wurden formal gleichberechtigt (wenn auch der gewohnte inoffizielle Vorrang des römischen Katholizismus bis heute besteht und im Zweifelsfall mit der Kirche in Österreich immer diese Konfession gemeint ist).[5]

Auch wenn diese Auseinandersetzungen weniger heftig waren als der Kulturkampf in Preußen, regte sich erheblicher Widerstand gegen die Maßnahmen: Papst Pius IX. erklärte die drei Gesetze am 22. Juni für null und nichtig, Österreich hielt aber an den Regelungen fest.
Anderes
Zu anderen Themen wurde eine Reihe von Forderungen des liberalen Großbürgertums in Kultur-, Wirtschafts- und Innenpolitik umgesetzt. Finanzminister Rudolf Brestel gelang eine Verringerung des Staatsdefizites. Im Reichsgesetzblatt wurden unter anderem publiziert:
- Umwandlung der Titel der Staatsschuld (Die meisten Schuldtitel des Staates wurden in einheitliche Staatsschuldscheine mit einer Verzinsung von 5 % p. a. umgewandelt; von den Zinsen waren 16 % Steuer zu bezahlen.)[6]
- Gesetz über Versöhnungsversuche vor gerichtlichen Ehescheidungen (Die Scheidungswilligen wurden von der gesetzlichen Pflicht entbunden, ihren Pfarrer von ihrer Scheidungsabsicht zu verständigen; hatte dieser keine Versöhnungsversuche unternommen, so war nun das Gericht dazu verpflichtet.)[7]
- Gesetz über die Kosten der Wiener Donauregulierung (sie wurden zwischen dem Staat, dem Kronland Österreich unter der Enns und der Stadt Wien gedrittelt)[8]
- Gesetz über die Organisation des Reichsgerichts (des höchsten Gerichts der im Reichsrat vertretenen Königreiche und Länder)[9]
- Die inoffiziell als „Reichsvolksschulgesetz“ bekannte Rechtsnorm[10]
- Gesetz über die k.k. Landwehr (die Territorialverteidigung Österreichs)[11]